# Campinaçu
Campinaçu es un municipio brasilero del estado de Goiás.